# Hans F.K. Günther
Hans Friedrich Karl Günther (Friburgo in Brisgovia, 16 febbraio 1891 – Friburgo in Brisgovia, 25 settembre 1968) è stato un antropologo tedesco.
Fu un esponente della teoria della razza e sostenitore dell'eugenetica.

## Vita e opere
Figlio di un musicista, studiò lingue all'Università di Friburgo in Brisgovia, prima di trasferirsi per un periodo di sei mesi alla Sorbona di Parigi. Ottenne il dottorato nel 1914, anno in cui venne chiamato alle armi, ma si ammalò e fu ricoverato in ospedale, dove le sue condizioni di salute non idonee per il combattimento, lo spinsero ad entrare nella croce rossa.
Il suo primo libro appare nel 1920, dopo la sconfitta della Germania, col titolo Ritter, Tod und Teufel (Il cavaliere la morte e il diavolo).
Nel 1923 si trasferisce prima a Skien (Norvegia), dove si sposa con Maggen Blom, e quindi a Stoccolma.
In tale periodo pubblica (spostando il quesito razziale dalla Germania all'Europa) Rassenkunde Europas (Studio delle razze europee), Rasse und Stil, Adel und Rasse (Razza e stile, nobiltà e razza) e un'antologia fotografica intitolata "Deutsche Koepfe nordischer Rasse" ("Teste tedesche di razza nordica"). Nel 1929 pubblica Rassenkunde des hellenischen und des roemischen Volkes (Studio razziale del popolo ellenico e romano), Die Nordische Rasse bei den Indogermanen Asiens (La razza nordica presso gli indogermani dell'Asia) e Herkunft und Rassengeschichte der Germanen (Provenienza e storia razziale dei Germani).
Rientrato in Germania scrive Rassenkunde des juedischen Volkes (Studio razziale del popolo ebraico). Gli scarsi proventi della sua pur ampia produzione lo lasciano in condizioni finanziarie precarie.
Nel 1930, anno in cui il partito nazionalsocialista conquista la maggioranza dei seggi nel Land di Turingia, Günther viene chiamato, nonostante l'ostilità del senato accademico, alla cattedra di Antropologia Sociale dell'Università di Jena.
Nel 1935 passa all'Università di Berlino. Nello stesso anno gli viene assegnato il "Premio della NSDAP per la Scienza" e, nel 1941 la "Goethe Medaille für Kunst und Wissenschaft". Tuttavia, già nel 1942 entrò in conflitto col partito e con le teorie razziali di Himmler, che alla guida della Ahnenerbe aveva destituito il ministro dell'agricoltura Richard Walther Darré, il quale era amico di Günther e come lui convinto che il nazionalsocialismo fosse l'unica soluzione per preservare la civiltà rurale dalla civilizzazione moderna.
Arrestato dagli statunitensi nel 1945 venne rilasciato solo nel 1948, dopo aver subito anche dei maltrattamenti durante quegli anni di detenzione. Escluso da allora dall'università fu accettato nel 1953 dalla American Society of Human Genetics e continuò a pubblicare ancora nuovi scritti, ma soprattutto nuove edizioni delle sue opere apparse nei decenni precedenti.
Günther fino alla fine dei suoi giorni sostenne di aver ignorato i crimini nazisti, continuando a difendere il fatto che la pratica della sterilizzazione dovesse rimanere legale giustificandola col fatto che essa era diffusa anche in altre nazioni (quali Svezia e Stati Uniti) seppur non obbligatoria come praticata nella Germania nazista.

## Teorie razziali
Le teoria di Günther sono inquadrabili all'interno del modello ideologico prevalente nel mondo anglosassone e tedesco in quegli anni.
Günther rifiutava l'uso dei termini "ariano" e "semita", affermando che fossero solo definizioni linguistiche e non razziali e che l'uso dei due termini avrebbe in realtà creato soltanto maggiore confusione.
Günther suddivise la popolazione dell'Europa in cinque razze: i "nordici", i "dinarici", gli "occidentali" (mediterranei), gli "estidi" (alpini), e i "baltico-orientali". Di queste razze, i nordici erano la forza creativa nella storia, costituenti le classi dirigenti delle società europee. Gli ebrei, di razza mista (con una forte base levantina ma con influssi di tutte le razze europee e anche della razza nera), erano invece considerati un elemento di disturbo nell'evoluzione europea.
Allo stesso modo Günther definì le popolazioni slave parte della "razza est-europea", separate dall'elemento nordico prevalente tra i germanici, e si oppose alle unioni del "sangue germanico" con quello slavo.
Il suo assistente Bruno Beger guidò una spedizione di alpinisti tedeschi in Tibet, che lo portò a giudicare i tibetani come intermedi fra i nordici e i mongoli, e quindi superiori agli altri asiatici in un'ottica di gerarchia razziale.